# にじいろ
「にじいろ」は、絢香の楽曲。2014年4月28日にレコチョク、4月30日にiTunes Storeでそれぞれ先行配信が開始された後、6月18日にCD盤が13枚目のシングルとしてA stAtionからリリースされた。

## 解説
NHK連続テレビ小説『花子とアン』主題歌として書き下ろされた楽曲。絢香は楽曲について、「寄り添った曲作りが出来ればと思い、この作品がもつ世界観が表現できるように取り組みました。全国の皆さんに口ずさんでもらえるようになったら嬉しいです」と話している。
その後、2016年7月よりUQ mobileのCMソングに起用し、2021年7月1日より第一生命「安心の先にある幸せへ」篇のCFソングにも起用された 。
CDシングルは2014年第2弾シングルとなる。CD+DVD盤・CD盤・FC限定盤の3種類がリリースされ、CD+DVD盤に付属するDVDにはビデオクリップおよびメイキング画像が収録される。
2021年には「おかあさんといっしょ」内で小野あつこと花田ゆういちろうがカバーしている。編曲・ピアノ演奏は林アキラが担当した。

## CD収録曲
| 全作詞・作曲: 絢香、全編曲: 河野圭。 |                                                     |       |            |      |
| #                                    | タイトル                                            | 作詞  | 作曲・編曲 | 時間 |
| 1.                                   | 「にじいろ」(NHK連続テレビ小説『花子とアン』主題歌) | 絢香  | 絢香       | 3:44 |
| 2.                                   | 「幻想曲」(沢井製薬CMソング)                        | 絢香  | 絢香       | 4:56 |
| 3.                                   | 「にじいろ (Instrumental)」                         | 絢香  | 絢香       | 3:44 |
| 4.                                   | 「幻想曲 (Instrumental)」                           | 絢香  | 絢香       | 4:56 |
| 合計時間:                            | 合計時間:                                           | 17:23 |            |      |

### DVD（CD+DVD盤のみ）
1. にじいろ (Music Video)
2. にじいろ (Making Video)

## 収録アルバム
- レインボーロード (#1, #2)